# Grand Prix Formule 1 van Italië 2021
De Grand Prix Formule 1 van Italië 2021 werd gereden op 12 september op het Autodromo Nazionale Monza in Monza. Het was de veertiende race van het seizoen.
De Grand Prix van Italië 2021 was de tweede GP (na de GP van Groot-Brittannië) waar een sprintkwalificatie werd verreden. Een sprintkwalificatie is bijna hetzelfde als een normale race, met als groot verschil dat de wedstrijd minder lang duurt. De sprintkwalificatie afstand bedraagt circa 100 kilometer en zal daardoor rond de 25 à 30 minuten gaan duren.
Het Grand Prix-weekend begint op vrijdag met de eerste vrije training van zestig minuten. Daarna volgt een kwalificatie, die de startopstelling voor de sprintkwalificatie bepaalt. Tijdens deze kwalificatie mogen de coureurs alleen de zachte banden gebruiken.
Op zaterdagmorgen wordt een tweede vrije training van een uur verreden waarna in de middag de sprintkwalificatie wordt gehouden. De winnaar van de sprintkwalificatie krijgt tevens de pole positie voor de race op zondag op zijn naam. De wedstrijd op zondag wordt verreden over een "normale" Grand Prix afstand (circa 300 kilometer) en de teams hebben een vrije bandenkeuze.
Robert Kubica (Alfa Romeo-Ferrari) vervangt Kimi Räikkönen vanwege een positieve coronatest tijdens het weekeinde van de GP van Nederland. Alfa Romeo liet weten dat Räikkönen nog in zelfisolatie zit en dus niet klaar is om weer te rijden.

## Vrije training 1
- Enkel de top vijf wordt weergegeven.

| Pos. | Nr. | Coureur         | Constructeur          | Tijd     |
| ---- | --- | --------------- | --------------------- | -------- |
| 1    | 44  | Lewis Hamilton  | Mercedes              | 1:20.926 |
| 2    | 33  | Max Verstappen  | Red Bull-Honda        | 1:21.378 |
| 3    | 77  | Valtteri Bottas | Mercedes              | 1:21.451 |
| 4    | 18  | Lance Stroll    | Aston Martin-Mercedes | 1:21.676 |
| 5    | 10  | Pierre Gasly    | AlphaTauri-Honda      | 1:21.719 |

## Kwalificatie
| Pos.                   | Nr. | Coureur            | Constructeur          | Kwalificatietijden | Kwalificatietijden | Kwalificatietijden | Grid |
| Pos.                   | Nr. | Coureur            | Constructeur          | Q1                 | Q2                 | Q3                 | Grid |
| ---------------------- | --- | ------------------ | --------------------- | ------------------ | ------------------ | ------------------ | ---- |
| 1                      | 77  | Valtteri Bottas    | Mercedes              | 1:20.685           | 1:20.032           | 1:19.555           | 1    |
| 2                      | 44  | Lewis Hamilton     | Mercedes              | 1:20.543           | 1:19.936           | 1:19.651           | 2    |
| 3                      | 33  | Max Verstappen     | Red Bull-Honda        | 1:21.035           | 1:20.229           | 1:19.966           | 3    |
| 4                      | 4   | Lando Norris       | McLaren-Mercedes      | 1:20.916           | 1:20.059           | 1:19.989           | 4    |
| 5                      | 3   | Daniel Ricciardo   | McLaren-Mercedes      | 1:21.292           | 1:20.435           | 1:19.995           | 5    |
| 6                      | 10  | Pierre Gasly       | AlphaTauri-Honda      | 1:21.440           | 1:20.556           | 1:20.260           | 6    |
| 7                      | 55  | Carlos Sainz jr.   | Ferrari               | 1:21.118           | 1:20.750           | 1:20.462           | 7    |
| 8                      | 16  | Charles Leclerc    | Ferrari               | 1:21.219           | 1:20.767           | 1:20.510           | 8    |
| 9                      | 11  | Sergio Pérez       | Red Bull-Honda        | 1:21.308           | 1:20.882           | 1:20.611           | 9    |
| 10                     | 99  | Antonio Giovinazzi | Alfa Romeo-Ferrari    | 1:21.197           | 1:20.726           | 1:20.808           | 10   |
| 11                     | 5   | Sebastian Vettel   | Aston Martin-Mercedes | 1:21.394           | 1:20.913           |                    | 11   |
| 12                     | 18  | Lance Stroll       | Aston Martin-Mercedes | 1:21.415           | 1:21.020           |                    | 12   |
| 13                     | 14  | Fernando Alonso    | Alpine-Renault        | 1:21.487           | 1:21.069           |                    | 13   |
| 14                     | 31  | Esteban Ocon       | Alpine-Renault        | 1:21.500           | 1:21.103           |                    | 14   |
| 15                     | 63  | George Russell     | Williams-Mercedes     | 1:21.890           | 1:21.392           |                    | 15   |
| 16                     | 6   | Nicholas Latifi    | Williams-Mercedes     | 1:21.925           |                    |                    | 16   |
| 17                     | 22  | Yuki Tsunoda       | AlphaTauri-Honda      | 1:21.973           |                    |                    | 17   |
| 18                     | 47  | Mick Schumacher    | Haas-Ferrari          | 1:22.248           |                    |                    | 18   |
| 19                     | 88  | Robert Kubica      | Alfa Romeo-Ferrari    | 1:22.530           |                    |                    | 19   |
| 20                     | 9   | Nikita Mazepin     | Haas-Ferrari          | 1:22.716           |                    |                    | 20   |
| Q1 107% tijd: 1:26.181 |     |                    |                       |                    |                    |                    |      |

## Vrije training 2
- Enkel de top vijf wordt weergegeven.

| Pos. | Nr. | Coureur         | Constructeur   | Tijd     |
| ---- | --- | --------------- | -------------- | -------- |
| 1    | 44  | Lewis Hamilton  | Mercedes       | 1:23.246 |
| 2    | 77  | Valtteri Bottas | Mercedes       | 1:23.468 |
| 3    | 33  | Max Verstappen  | Red Bull-Honda | 1:23.662 |
| 4    | 11  | Sergio Pérez    | Red Bull-Honda | 1:23.917 |
| 5    | 31  | Esteban Ocon    | Alpine-Renault | 1:24.263 |

## Sprintkwalificatie
De uitslag van de sprintkwalificatie bepaalt de startopstelling van de wedstrijd de volgende dag. De winnaar van de sprintkwalificatie krijgt een pole positie toegeschreven tenzij er een gridstraf wordt uitgedeeld.

Valtteri Bottas won voor het eerst in zijn carrière een sprintkwalificatie.
| Pos.               | Nr. | Coureur            | Constructeur          | Rondes | Tijd / Oorzaak uitval | Grid | Punten | Grid wedstrijd |
| ------------------ | --- | ------------------ | --------------------- | ------ | --------------------- | ---- | ------ | -------------- |
| 1                  | 77  | Valtteri Bottas    | Mercedes              | 18     | 27:54.078             | 1    | 3      | 19 *1          |
| 2                  | 33  | Max Verstappen     | Red Bull-Honda        | 18     | +2.325                | 3    | 2S     | 1              |
| 3                  | 3   | Daniel Ricciardo   | McLaren-Mercedes      | 18     | +14.534               | 5    | 1      | 2              |
| 4                  | 4   | Lando Norris       | McLaren-Mercedes      | 18     | +18.835               | 4    |        | 3              |
| 5                  | 44  | Lewis Hamilton     | Mercedes              | 18     | +20.011               | 2    |        | 4              |
| 6                  | 16  | Charles Leclerc    | Ferrari               | 18     | +23.442               | 8    |        | 5              |
| 7                  | 55  | Carlos Sainz jr.   | Ferrari               | 18     | +27.952               | 7    |        | 6              |
| 8                  | 99  | Antonio Giovinazzi | Alfa Romeo-Ferrari    | 18     | +31.089               | 10   |        | 7              |
| 9                  | 11  | Sergio Pérez       | Red Bull-Honda        | 18     | +31.680               | 9    |        | 8              |
| 10                 | 18  | Lance Stroll       | Aston Martin-Mercedes | 18     | +38.671               | 12   |        | 9              |
| 11                 | 14  | Fernando Alonso    | Alpine-Renault        | 18     | +39.795               | 13   |        | 10             |
| 12                 | 5   | Sebastian Vettel   | Aston Martin-Mercedes | 18     | +41.177               | 11   |        | 11             |
| 13                 | 31  | Esteban Ocon       | Alpine-Renault        | 18     | +43.373               | 14   |        | 12             |
| 14                 | 6   | Nicholas Latifi    | Williams-Mercedes     | 18     | +45.977               | 16   |        | 13             |
| 15                 | 63  | George Russell     | Williams-Mercedes     | 18     | +46.821               | 15   |        | 14             |
| 16                 | 22  | Yuki Tsunoda       | AlphaTauri-Honda      | 18     | +49.977               | 17   |        | 15             |
| 17                 | 9   | Nikita Mazepin     | Haas-Ferrari          | 18     | +1:02.599             | 20   |        | 16             |
| 18                 | 88  | Robert Kubica      | Alfa Romeo-Ferrari    | 18     | +1:05.096             | 19   |        | 17             |
| 19                 | 47  | Mick Schumacher    | Haas-Ferrari          | 18     | +1:06.154             | 18   |        | 18             |
| DNF                | 10  | Pierre Gasly       | AlphaTauri-Honda      | 0      | Ongeluk               | 6    |        | Pit *2         |
| Bron: formula1.com |     |                    |                       |        |                       |      |        |                |

S Max Verstappen reed in ronde 9 de snelste ronde in 1:23.502 maar in de sprintkwalificatie levert dit geen extra punt op.

*1 Valtteri Bottas won de sprintkwalificatie maar moest achteraan starten in de hoofdrace na een motorwissel.

*2 Pierre Gasly moest de hoofdrace vanuit de pitstraat starten door een motorwissel die veroorzaakt werd door een ongeluk tijdens de sprintkwalificatie.

## Wedstrijd
Daniel Ricciardo behaalde de achtste Grand Prix-overwinning in zijn carrière.
| Pos.               | Nr. | Coureur            | Constructeur          | Rondes | Tijd/Oorzaak Uitval | Grid | Punten |
| ------------------ | --- | ------------------ | --------------------- | ------ | ------------------- | ---- | ------ |
| 1                  | 3   | Daniel Ricciardo   | McLaren-Mercedes      | 53     | 1:21:54.367         | 2    | 26S    |
| 2                  | 4   | Lando Norris       | McLaren-Mercedes      | 53     | +1.747              | 3    | 18     |
| 3                  | 77  | Valtteri Bottas    | Mercedes              | 53     | +4.921              | 19   | 15     |
| 4                  | 16  | Charles Leclerc    | Ferrari               | 53     | +7.309              | 5    | 12     |
| 5                  | 11  | Sergio Pérez       | Red Bull-Honda        | 53     | +8.723 *1           | 8    | 10     |
| 6                  | 55  | Carlos Sainz jr.   | Ferrari               | 53     | +10.535             | 6    | 8      |
| 7                  | 18  | Lance Stroll       | Aston Martin-Mercedes | 53     | +15.804             | 9    | 6      |
| 8                  | 14  | Fernando Alonso    | Alpine-Renault        | 53     | +17.201             | 10   | 4      |
| 9                  | 63  | George Russell     | Williams-Mercedes     | 53     | +19.742             | 14   | 2      |
| 10                 | 31  | Esteban Ocon       | Alpine-Renault        | 53     | +20.868             | 12   | 1      |
| 11                 | 6   | Nicholas Latifi    | Williams-Mercedes     | 53     | +23.743             | 13   |        |
| 12                 | 5   | Sebastian Vettel   | Aston Martin-Mercedes | 53     | +24.621             | 11   |        |
| 13                 | 99  | Antonio Giovinazzi | Alfa Romeo-Ferrari    | 53     | +27.216             | 7    |        |
| 14                 | 88  | Robert Kubica      | Alfa Romeo-Ferrari    | 53     | +29.769             | 17   |        |
| 15                 | 47  | Mick Schumacher    | Haas-Ferrari          | 53     | +51.088             | 18   |        |
| DNF                | 9   | Nikita Mazepin     | Haas-Ferrari          | 41     | Krachtbron          | 16   |        |
| DNF                | 44  | Lewis Hamilton     | Mercedes              | 25     | Botsing             | 4    |        |
| DNF                | 33  | Max Verstappen     | Red Bull-Honda        | 25     | Botsing *2          | 1    |        |
| DNF                | 10  | Pierre Gasly       | AlphaTauri-Honda      | 3      | Ophanging           | Pit  |        |
| DNS                | 22  | Yuki Tsunoda       | AlphaTauri-Honda      | 0      | Remmen              | 15   |        |
| Bron: formula1.com |     |                    |                       |        |                     |      |        |

S Daniel Ricciardo behaalde een extra punt voor het rijden van de snelste ronde.

*1 Sergio Pérez finishte als derde maar kreeg een tijdstraf van vijf seconden vanwege behaald voordeel bij het afsnijden van een bocht, hierdoor werd hij als vijfde geklasseerd.

*2 Max Verstappen kreeg na afloop van de race een gridstraf van drie plaatsen voor de volgende race en twee strafpunten op zijn racelicentie. Verstappen was volgens de wedstrijdleiding hoofdschuldige aan de botsing met Lewis Hamilton.

## Tussenstanden wereldkampioenschap
Betreft tussenstanden voor het wereldkampioenschap na afloop van de race.

### Coureurs
| Pos. | Nr. | Coureur          | Constructeur     | Punten |
| ---- | --- | ---------------- | ---------------- | ------ |
| 1    | 33  | Max Verstappen   | Red Bull-Honda   | 226½   |
| 2    | 44  | Lewis Hamilton   | Mercedes         | 221½   |
| 3    | 77  | Valtteri Bottas  | Mercedes         | 141    |
| 4    | 4   | Lando Norris     | McLaren-Mercedes | 132    |
| 5    | 11  | Sergio Pérez     | Red Bull-Honda   | 118    |
| 6    | 16  | Charles Leclerc  | Ferrari          | 104    |
| 7    | 55  | Carlos Sainz jr. | Ferrari          | 97½    |
| 8    | 3   | Daniel Ricciardo | McLaren-Mercedes | 83     |
| 9    | 10  | Pierre Gasly     | AlphaTauri-Honda | 66     |
| 10   | 14  | Fernando Alonso  | Alpine-Renault   | 50     |

### Constructeurs
| Pos. | Constructeur          | Punten |
| ---- | --------------------- | ------ |
| 1    | Mercedes              | 362½   |
| 2    | Red Bull-Honda        | 344½   |
| 3    | McLaren-Mercedes      | 215    |
| 4    | Ferrari               | 201½   |
| 5    | Alpine-Renault        | 95     |
| 6    | AlphaTauri-Honda      | 84     |
| 7    | Aston Martin-Mercedes | 59     |
| 8    | Williams-Mercedes     | 22     |
| 9    | Alfa Romeo-Ferrari    | 3      |
| 10   | Haas-Ferrari          | 0      |